# Waka Flocka Flame
Waka Flocka Flame (* 31. Mai 1986 in New York City; bürgerlicher Name Juaquin James Malphurs) ist ein US-amerikanischer Rapper.

## Biografie
Mit neun Jahren zog Malphurs von New York nach Georgia. Dort etablierte er sich in der Rapper-Szene um Gucci Mane und wurde Mitglied in dessen Label 1017 Brick Squad. Ab 2009 veröffentlichte er eigene Mixtapes und hatte mit O Let's Do It seinen ersten Hit, der es im Februar 2010 bis in die US-Charts brachte. Im Oktober desselben Jahres erschien sein Debütalbum Flockaveli, das auf Anhieb unter den Top 10 landete. Ebenso wie die Single No Hands kam es auf Platz 2 der entsprechenden R&B-Charts.
Im Jahre 2014 nahm er in Zusammenarbeit mit dem US-amerikanischen House-DJ Borgeous, bekannt durch Tsunami mit Dvbbs, das Lied Toast auf. Der Refrain besteht aus einem Rap-Part des US-amerikanischen Rappers Wiz Khalifa, der ursprünglich Chorus des Liedes More Champagne von Khalifa und DJ Whoo Kid war. Auch das offizielle Musikvideo zu Toast besteht zum einen aus einem neu aufgenommenen Part und zusammengeschnittenen Live-Auftritten von Waka Flocka sowie dem Musikvideo zu More Champagne. Der Track erschien als Free-Track.

## Diskografie
Alben
- 2010: Flockaveli
- 2011: Ferrari Boyz (mit Gucci Mane)
- 2012: Triple F Life: Fans, Friends & Family

Mixtapes
- 2009: DJ Ace presents Waka Flocka Salute Me Or Shoot Me 2
- 2009: DJ Ace presents Waka Flocka Salute Me Or Shoot Me 2.5
- 2011: Du Flocka Rant: 10 Toes Down
- 2011: DJ Ace presents Waka Flocka Salute Me Or Shoot Me 3
- 2011: Lebron Flocka James 3
- 2011: Benjamin Flocka
- 2012: DJ Ace presents Waka Flocka Salute Me Or Shoot Me 4: Banned From America
- 2013: Du Flocka Rant 2
- 2013: Du Flocka Rant: Halftime Show
- 2013: From Roaches To Rollies
- 2014: Re-Up
- 2014: I Can’t Rap Vol. 1
- 2015: DJ Ace presents Waka Flocka Salute Me Or Shoot Me 5
- 2015: The Turn Up Godz Tour

Singles
- 2010: O Let’s Do It
- 2010: Hard in da Paint (US: Gold)
- 2010: No Hands (feat. Roscoe Dash & Wale, UK: Silber)
- 2011: Grove St. Party
- 2011: She Be Puttin’ On (mit Gucci Mane) (feat. Slim Dunkin)
- 2011: Round of Applause (feat. Drake, 2011)
- 2011: Wild Boy (mit Machine Gun Kelly)
- 2012: I Don’t Really Care (feat. Trey Songz)
- 2012: Get Low (feat. Nicki Minaj, Tyga & Flo Rida)
- 2013: Wild Out (feat. Borgore & Paige)
- 2014: Toast (mit Borgeous & Wiz Khalifa)
- 2014: Yayo
- 2015: Beast (Mia Martina feat. Waka Flocka Flame)

## Auszeichnungen für Musikverkäufe
| Platin-Schallplatte - Kanada - 2024: für die Single Beast |

Anmerkung: Auszeichnungen in Ländern aus den Charttabellen bzw. Chartboxen sind in ebendiesen zu finden.
| Land/RegionAuszeichnungen für Musikverkäufe (Land/Region, Auszeichnungen, Verkäufe, Quellen) | Silber  | Gold  | Platin     | Diamant  | Verkäufe   | Quellen         |
| -------------------------------------------------------------------------------------------- | ------- | ----- | ---------- | -------- | ---------- | --------------- |
| Kanada (MC)                                                                                  | —       | —     | Platin1    | —        | 80.000     | musiccanada.com |
| Vereinigte Staaten (RIAA)                                                                    | —       | Gold1 | 3× Platin3 | Diamant1 | 13.500.000 | riaa.com        |
| Vereinigtes Königreich (BPI)                                                                 | Silber1 | —     | —          | —        | 200.000    | bpi.co.uk       |
| Insgesamt                                                                                    | Silber1 | Gold1 | 4× Platin4 | Diamant1 |            |                 |